# HMS
Her/His Majesty's Ship (em português: Navio de Sua Majestade) é o prefixo dos navios pertencentes à Royal Navy. Equivalente ao NRP (Navio da República Portuguesa) ou ao USS (United States Ship).

## Outras nações doCommonwealth
- Canadá: HMCS — "Her Majesty's Canadian Ship"
- Austrália: HMAS — "Her Majesty's Australian Ship"
  - Victoria: HMVS — "Her Majesty's Victorian Ship" (em desuso)
- Nova Zelândia: HMNZS — "Her Majesty's New Zealand Ship"
- Birmânia: HMBS — "Her Majesty's Burmese Ship"
- Bahamas: HMBS — "Her Majesty's Bahamian Ship"
- Bermudas: HMBS — "Her Majesty's Bermudian Ship"

Na marinha sueca as letras HMS correspondem a Hans or Hennes Majestäts Skepp, cujo significado é o mesmo.